# Linda Park
Linda Park (ur. 9 lipca 1978 w Seulu w Korei Płd.) – amerykańska aktorka pochodzenia koreańskiego. Wychowywała się w San Jose w USA. Najbardziej znana z roli chorążego Hoshi Sato w serialu Star Trek: Enterprise.